# Dach płatwiowo-krokwiowy

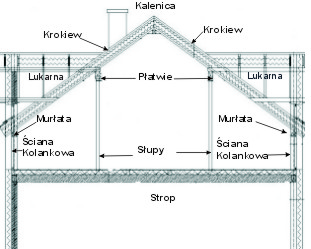
Schemat dachu krokwiowo-płatwiowego

Dach płatwiowo-krokwiowy – konstrukcja dachu, która nie mieści się w klasycznych ciesielskich rozwiązaniach budowy więźby dachowej. Rozwiązanie to pozwala wyeliminować  drewnianą konstrukcję wiązarów, ścianek stolcowych, zastrzałów i innych elementów.  Dzięki temu otrzymuje się szerokie możliwości zabudowy i zagospodarowania poddasza.  Elementem nośnym są tutaj płatwie, krokwie i murłaty, a także osadzenie na żelbetowych wieńcach i stalowych lub żelbetowych  słupach i wzmocnieniach. Tradycyjne zasady rzemiosła ciesielskiego nie wystarczają do wykonania tej konstrukcji. Konieczne jest przeprowadzenie pełnych obliczeń statycznych, które pozwalają dokładnie określić równowagę wszystkich elementów, które ją tworzą.
Płatwie są poziomymi elementami dachu krokwiowo-płatwiowego, opierają się na ścianach szczytowych, ścianach wewnętrznych nośnych oraz/lub słupach. Płatwie i murłaty  przenoszą ciężar dachu  i spajają konstrukcję. Krokwie – często z belek dwuteowych – opierają się na odpowiednio rozmieszczonych płatwiach z jednej i  murłatach z drugiej strony. Murłaty zazwyczaj są osadzone na ścianach kolankowych.
Główne zalety tego typu dachu to duża przestrzeń poddasza oraz większe możliwości zastosowania termoizolacji, która dzięki zachowaniu ciągłości nie pozostawia miejsca na mostki cieplne.